# Saint-Léger-du-Bourg-Denis
Saint-Léger-du-Bourg-Denis é uma comuna francesa na região administrativa da Normandia, no departamento de Sena Marítimo. Estende-se por uma área de 2,81 km². Em 2010 a comuna tinha 3 625 habitantes (densidade: 1 290 hab./km²).